# الرابطة البرلمانية 1950–51
الرابطة البرلمانية 1950–51 (بالإنجليزية: 1950–51 Isthmian League)‏ هو موسم من دوري إسثميان. فاز فيه Leytonstone F.C. ‏.